# Лайтфут, Лори
Ло́ри Эле́йн Ла́йтфут (англ. Lori Elaine Lightfoot; род. 4 августа 1962, Массильон, Огайо) — американский адвокат и политик, занимавшая с 2019 по 2023 год пост 56-го мэра Чикаго. Член Демократической партии.
До того как стать мэром, Лайтфут занималась частной юридической практикой в качестве партнёра в фирме Mayer Brown, а также занимала различные государственные должности в Чикаго. В частности, она занимала пост президента Чикагского полицейского совета и председателя Целевой группы по подотчётности полиции Чикаго.
Лайтфут баллотировалась на пост мэра Чикаго в 2019 году, выйдя во второй тур выборов, где победила Тони Преквинкла.
Лайтфут — первая открытая лесбиянка-афроамериканка, избранная мэром крупного американского города. Более того, она вторая женщина (после Джейн Бирн) и третья афроамериканка (после Гарольда Вашингтона и Юджина Сойера), которая стала мэром Чикаго.

## Биография
Родилась в Массильоне, штат Огайо. Была младшей среди четырёх детей Элайджи и Энн Лайтфут.
Получала образование в Мичиганском университете и Чикагском университете. Работала в командах политиков Ральфа Регула и Барбары Микульски.
О намерении баллотироваться в мэры Чикаго, Лайтфут объявила 10 мая 2018 года. Во втором туре выборов победила Тони Прекуинкл с результатом в примерно 73 % голосов, став избранным 56-м мэром Чикаго.
В первом туре выборов мэра Чикаго в 2023 году заняла третье место и не прошла во второй тур.